# Contra el tiempo
Contra el tiempo és una pel·lícula documental espanyola del 2012 dirigida per José Manuel Serrano Cueto en la que vol retre homenatge als actors de repartiment. Fou presentada al Festival de Màlaga i al Festival Internacional de Cinema Fantàstic de Catalunya.

## Sinopsi
El jove actor Antonio Mora (La caja 507, También la lluvia...) coneix a un grup d'actors veterans, poc coneguts pel gran públic, però que no obstant això van tenir la seva època de glòria en els anys 1960 i 1970, especialment durant el “boom” de les produccions i coproduccions de westerns, pel·lícules de terror o títols policíacs que conformaven una gran indústria de l'entreteniment a Espanya, i que avui és objecte de culte per part d'una nova generació. El documental els entrevista i alhora els homenatja enmig d'anècdotes poc conegudes del rodatge de pel·lícules conegudes.

## Repartiment
Entre els entrevistats hi ha Mabel Escaño, Ricardo Palacios, Aldo Sambrell (gran vilà del spaghetti western), Lone Fleming, Antonio Mayans, Fernando García Rimada o Charly Bravo.

## Nominacions
Fou nominada al millor documental a les Medalles del Cercle d'Escriptors Cinematogràfics de 2012 i al Goya a la millor pel·lícula documental.